# Ameles heldreichi

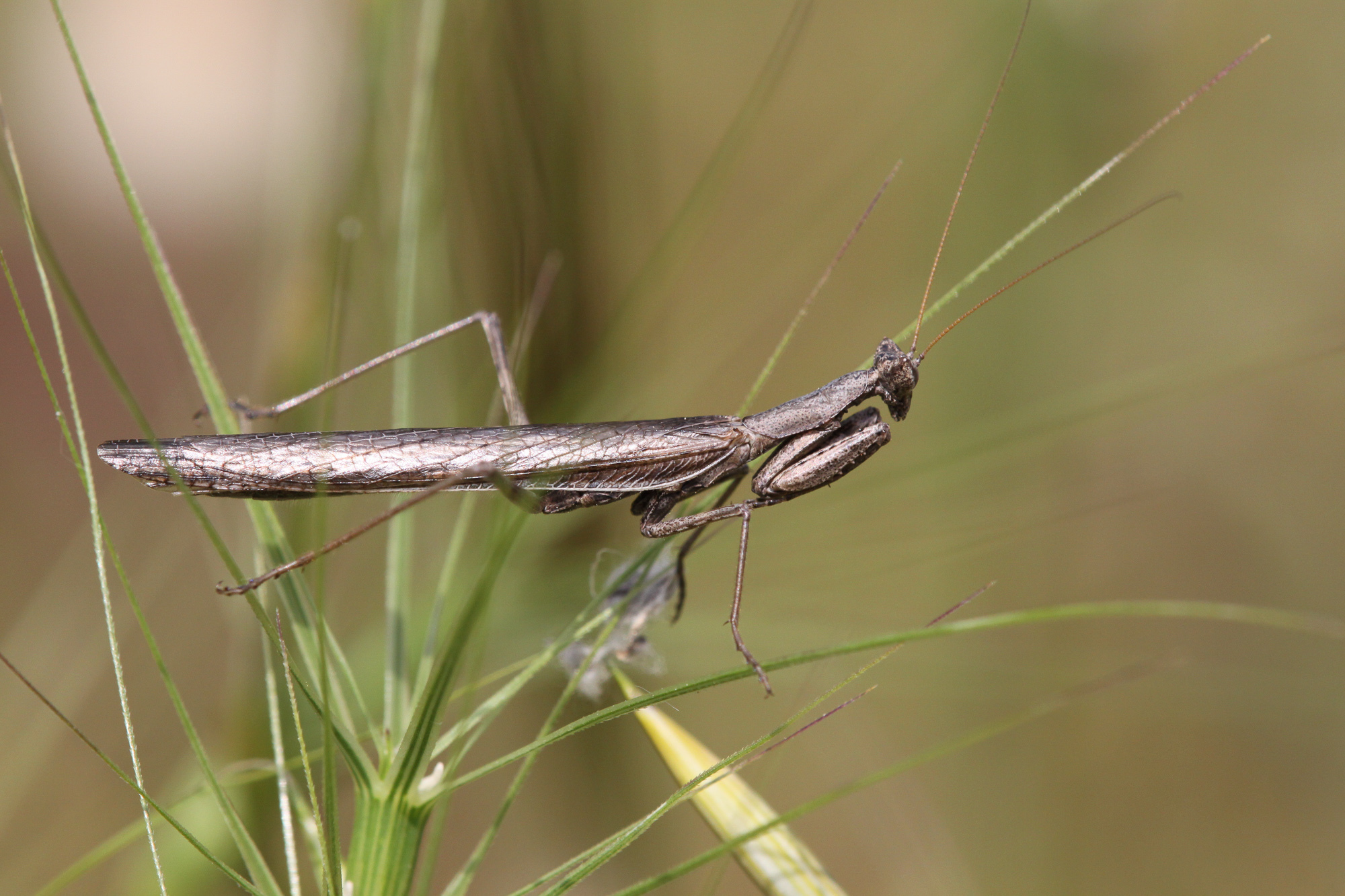
Männchen

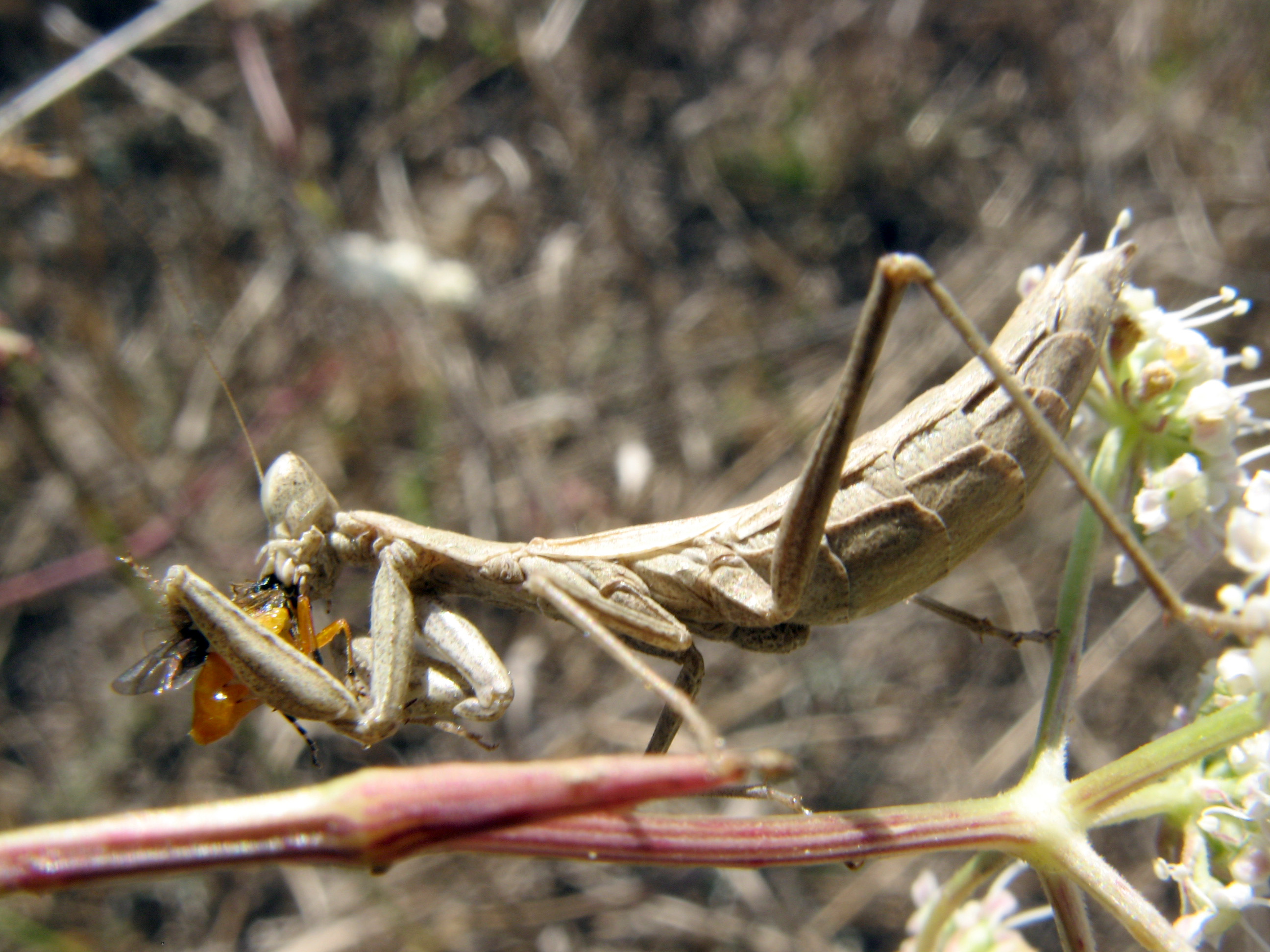
Ein Weibchen beim Fressen

Ameles heldreichi ist eine Art der zu den Insekten gehörenden Fangschrecken. Sie ist von Südosteuropa bis Westasien verbreitet.

## Merkmale
Die Körperlänge der Männchen beträgt 22–28 mm, die der Weibchen 23–30 mm. Die Körperfärbung ist grau, braun oder ocker und gleicht der von Ameles decolor. Die Flügel der Weibchen erreichen den distalen Rand des ersten Urotergits. Die Subgenitalplatte ist so lang wie breit. Dieses Merkmal teilt die Art mit den nah verwandten Arten Ameles decolor und Ameles dumonti.

### Ähnliche Arten
Verwechslungen können vor allem mit anderen ostmediterranen Ameles-Arten wie Ameles spallanzania und Ameles decolor auftreten, aber auch mit Bolivaria brachyptera oder den Nymphen größerer Fangschrecken.
Männchen
Von der sehr ähnlichen Ameles dumonti unterscheidet sich die Art durch eiförmigere Augen mit einem deutlichen Okulardorn (Spitze). Bei beiden Arten sind die Längsadern der Flügel abwechselnd schwärzlich und ockerfarben gefärbt. Dadurch unterscheiden sie sich von Ameles decolor, bei der die Längsadern vollständig ockerfarben sind. Die Hinterbeine dieser drei Arten sind kurz behaart, während sie bei Ameles poggii und Ameles syriacus lang behaart sind. Bei Ameles assoi und Ameles picteti sind die Augen elliptisch bis konisch, bei Ameles paradecolor und Ameles insularis rund und ohne Apikaldorn. Ameles spallanziana, Ameles aegyptiaca und Ameles fasciipennis unterscheiden sich durch das Verhältnis von Pronotumlänge zu maximaler Pronotumbreite – bei ihnen ist der Wert Länge/Breite <2 und bei A. heldreichi sowie den anderen zuvor genannten Arten >2.
Weibchen
Die seitlichen Ränder des Pronotums besitzen schwarze Zähnchen, während sie bei der sehr ähnlichen Ameles syriacus ockerfarben sind. Bei beiden Arten ist das letzte Segment der Cerci konisch, bei Ameles assoi dagegen abgeflacht. Alle drei Arten haben eiförmige Augen mit einem kleinen Okulardorn, bei Ameles picteti sind die Augen stark konisch mit einem langen Okulardorn. Die Augen von Ameles decolor und Ameles paradecolor sind im Gegensatz zu den bisher genannten Arten rundlich. Zur Unterscheidung der bisher genannten Arten von Ameles spallanzania, Ameles aegyptiaca und Ameles kervillei kann das Verhältnis von Pronotumlänge zu maximaler Pronotumbreite herangezogen werden – bei den drei zuletzt genannten Arten ist der Wert Länge/Breite <2 und bei A. heldreichi sowie den anderen zuvor genannten Arten >2.

## Verbreitung
Das Verbreitungsgebiet ist ostmediterran bis pontisch und zieht sich vom äußersten Süden Kroatiens und Montenegro über Albanien, Nordmazedonien, Griechenland und Bulgarien im Nordosten bis nach Rumänien, die Ukraine (Oblast Odessa, Oblast Mykolajiw, Oblast Cherson und insbesondere die Krim) und Russland (Region Krasnodar, östlich bis ans Kaspische Meer). Dabei lebt die Art hier vor allem in Küstennähe des Schwarzen Meers. Im Südosten zieht sich das Verbreitungsgebiet über den Westen und Süden der Türkei bis nach Zypern, Israel, den Libanon und Jordanien. Auch hier ist die Art vor allem in Küstennähe zum Mittelmeer zu finden und seltener im Inland. Der Verbreitungsschwerpunkt liegt rund um das Ägäische Meer, im Süden bis Kreta.
Die IUCN listet die Art als ungefährdet (least concern).

## Lebensraum
Ameles heldreichi besiedelt trockenwarmes Offenland mit Gebüschstrukturen.

## Lebensweise
Ameles heldreichi ist ganzjährig zu finden, meist jedoch von April bis November mit einem Höhepunkt im August und September.

## Taxonomie
Synonyme der Art lauten Ameles cyprica Uvarov 1936, Ameles rammei Beier 1950, Ameles taurica Jakovlev 1903, Apterameles rammei Beier 1950, Parameles heldreichi Jacobson & Bianchi 1905, Parameles picteti Giglio-Tos 1914 und Parameles taurica Jakovlev 1903.
Unterarten
Die Unterart Ameles heldreichi taurica Jakovlev, 1903 lebt nördlich des Schwarzen Meers.